# John Cheyne (médecin)
Pour les articles homonymes, voir John Cheyne et Cheyne.
John Cheyne (1777 - 1836) est un médecin britannique, connu pour avoir donné son nom, avec William Stokes, à la respiration de Cheyne-Stokes (RCS).

## Biographie
John Cheyne naît et grandit en Ecosse. Il passe une partie de son enfance à assister son père, médecin, avant de commencer ses études de médecine à l'âge de 15 ans (en-dessous de l'âge requis à l'époque). Il obtient son doctorat à 18 ans et effectue son service militaire en tant que chirurgien assistant dans l'artillerie à Woolrich,.
Deux ans plus tard, Cheyne obtient le rang de chirurgien et rejoint l'Irlande où il est nommé professeur au Meath Hospital. Il s'intéresse en premier lieu aux maladies infantiles et publie des papiers sur les infections respiratoires pédiatriques. Plus tard, il démissionne, et devient médecin général dans l'armée en Irlande puis lord lieutenant,.
En décembre 1804, il épouse Sarah Macartney, avec qui il aura 16 enfants.
Sentant sa santé se détériorer, il se retire vers 1825 dans la campagne anglaise où il développe un intérêt pour la religion. Son dernier livre "Essays on Partial Derangement of the Mind - In Supposed Connexion with Religion" sera publié en 1843, 7 ans après sa mort,.